# Amin al-Husayni

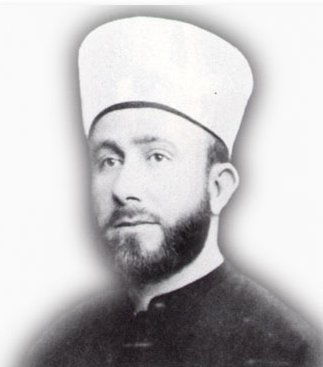
Amin al-Husayni

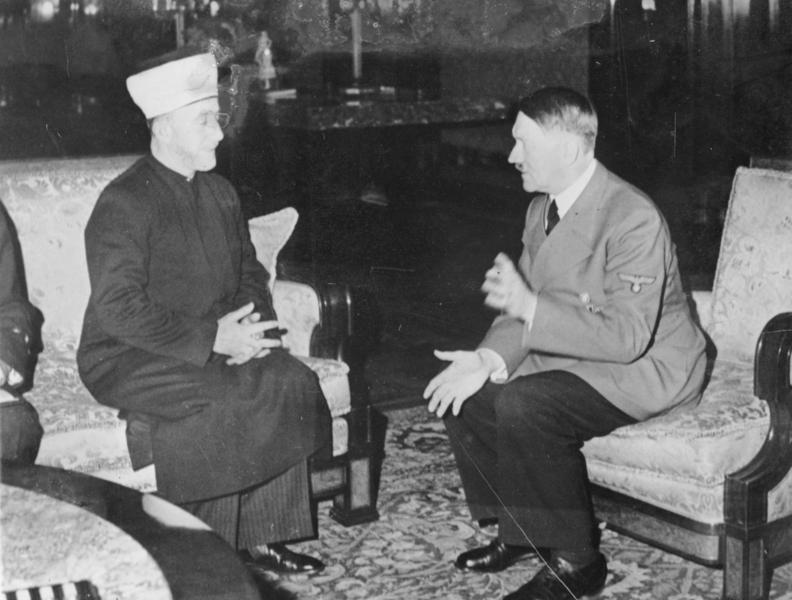
Amin al-Husayni i Adolf Hitler.

Mohammad Amin al-Husayni (àrab: محمد أمين الحسيني, Muḥammad Amīn al-Ḥusaynī), transcrit també com al-Husseini (Jerusalem, 1895/1897 - Beirut, 4 de juliol de 1974), va ser un polític nacionalista palestí durant el Mandat Britànic de Palestina.
De 1921 a 1948 va ser el Gran Muftí de Jerusalem. Antisemita militant i protegit del Tercer Reich, va tenir un paper clau en la resistència al sionisme.
Ja des del 1920, es va oposar a la immigració de jueus a Palestina. El 1937 va ser forçat pels britànics a abandonar Palestina i va buscar refugi al Líban, l'Iraq, Itàlia i finalment a l'Alemanya nazi, on es va reunir amb Adolf Hitler el 1941 i amb el qual va treballar en forma conjunta. Va organitzar amb musulmans de Bòsnia i Kosovo la 13a Divisió de Muntanya Waffen SS Handschar, que va protagonitzar nombrosíssims episodis de crueltat sobre la població civil. A la vegada, va impedir l'emigració a Palestina de molts jueus de Bulgària, Romania i Hongria, víctimes posteriors de l'Holocaust, demanant a Alemanya que s'oposés a l'establiment d'un estat nacional dels jueus a Palestina. Durant la guerra de 1948 es va oposar tant al pla de partició de l'ONU com a les ambicions del rei Abdullah I d'expandir Jordània a través d'incorporar territori palestí.
Va romandre com convidat del Tercer Reich fins poc abans de la seva capitulació. Va intentar escapar a Suïssa, però va ser rebutjat en la frontera, entrant a França, on va romandre un any sota vigilància domiciliària. Va escapar de la vigilància en 1946 i va arribar al Caire, on va demanar asil polític i va assumir el comandament d'un Alt Executiu Àrab acabat de crear, des d'on va continuar el seu activisme antiisraelià. Els sionistes van sol·licitar a Gran Bretanya la seva extradició per a jutjar-lo com a criminal de guerra, però els aliats van denegar la petició. Iugoslàvia, que havia sofert les seves matances, també ho va intentar, però la Lliga Àrab i el govern egipci van aturar de nou la demanda d'extradició.
Va morir a Beirut (Líban) el 1974, sense poder ser enterrat a Jerusalem com era el seu desig, a causa de la negativa del govern israelià.